# 15819 Alisterling
15819 Alisterling eller 1994 SN9 är en asteroid i huvudbältet som upptäcktes den 28 september 1994 av Spacewatch vid Kitt Peak-observatoriet. Den är uppkallad efter Alister Ling.
Asteroiden har en diameter på ungefär 3 kilometer.